# Западная Двина
За́падная Двина́ (бел. Заходняя Дзвіна, Дзвіна; в Латвии — Да́угава; латыш. Daugava, латг. Daugova, лив. Väinäjoki, Väinajõgi, Väina, Viina, Veena, Vēna, Vina, Duna) — река на севере Восточной Европы, протекающая по территории России, Беларуси и Латвии. Соединена недействующей Березинской водной системой с рекой Березина бассейна Днепра. Древние названия — Эрида́н, Рудо́н, Бубо́н, Рубо́н, Судо́н, Хесин.

## Этимология и история
Берег левый, правый —

Наша Даугава;

Курземе, Видземе,

И Латгале — держава.
О, судьба — судьбина!

Вся — не половина!

Дух един и речь едина,

И земля едина.

Райнис
Николай Михайлович Карамзин, вслед за другими историками, отождествлял Эридан с Западной Двиной. В устье Западной Двины можно найти «слёзы Гелиад» — янтарь.
На протяжении истории река Западная Двина имела около 14 наименований: Дина, Вина, Танаир, Турун, Родан, Рубон, Дюна, Эридан, Западная Двина и другие. Так, в XV веке Гильберт де-Ланноа отмечает, что племена земгалов называли Двину Самегальзарой (Semigals-Ara, то есть земгальская вода). Ливы называли её Vēna (лив. vēna «гавань», эст. väin «пролив»). По ней в древности проходил путь «из варяг в греки».

Название «Двина» впервые упоминается в летописи в Лаврентьевском списке XIV века. В начале своей летописи он пишет: 
«Днепр бо потече из Оковського леса и потечет на полдне, а Двина из того же леса потечет на полуноще и внидеть в море Варяжьское».
Согласно В. А. Жучкевичу, гидроним Двина имеет финноязычное происхождение со смысловым значением «тихая, спокойная».
Название «Даугава» образовалось, по-видимому, из двух древнебалтских слов, daug — «много, обильно» и ava — «вода». 
По преданию, громовержец Перконс приказал птицам и зверям вырыть реку.
Заселение бассейна Западной Двины началось в эпоху мезолита.
В 1960—1961 годах, перед строительством Плявиньской гидроэлектростанции на Даугаве, на левом берегу был выявлен и исследован под руководством археолога Эльвиры Шноре могильник Леясдопели (латыш. Lejasdopeļu kapulauks Staburaga pagastā).

## География и описание реки
Длина реки — 1020 км, из которых 325 км приходится на Россию, 328 — на Беларусь и 367 — на Латвию.
Вытекает из озера Корякино (устар. Двинецкое, Двинец) под названием Двинец (Двина) на высоте 221,2 м над уровнем моря, после чего протекает через озеро Охват. Затем течёт на юго-запад, после Витебска поворачивает на северо-запад. Впадает в Рижский залив Балтийского моря в черте города Риги, образуя эрозионную дельту у бывшего острова Мангальсала, который на сегодняшний день является полуостровом, так как устье второго рукава было засыпано в 1567 году.
Площадь водосборного бассейна — 87,9 тыс. км², плотность речной сети — 0,45 км/км², озёрность — 3 %.
Долина реки трапецеидальной формы, местами глубоко врезанная или невыразительная. Ширина долины в верхнем течении до 0,9 км, в среднем 1—1,5 км, в нижнем 5—6 км. Пойма преимущественно двусторонняя. Русло умеренно извилистое, слабо разветвлённое, местами с порогами. Выше Витебска выход на поверхность девонских доломитов образует пороги протяжённостью 12 км.
Ширина реки за озером Охват — 15—20 метров. Берега лесистые, умеренно крутые супесчаные с валунами, на приморской равнине низкие. Русло каменистое, с отдельными перекатами и небольшими порожками.
На участке Андреаполь — Западная Двина ширина реки увеличивается до 50 метров, а за городом Западная Двина, преодолев ещё один порожистый участок, река принимает крупные притоки — Велесу, Торопу и Межу, после чего расширяется до 100 метров.
За устьем Межи — большая запань, предназначенная для сбора леса, сплавляемого по Меже. Ниже запани река течёт в высоких берегах, покрытых смешанным лесом. Лес исчезает перед городом Велиж. За Велижем река судоходна.
Между Латгальской и Аугшземской возвышенностями Даугава протекает по древней долине. Здесь ширина реки достигает 200 метров. На участке от Краславы до Даугавпилса находится природный парк «Даугавас локи» («Излучины Даугавы»). Миновав Даугавпилс, Даугава выходит на Восточно-Латвийскую низменность. Здесь течение реки замедляется и берега становятся низкими, из-за этого во время весеннего половодья на этом участке часто образуются ледяные заторы, что приводит к обширным разливам.
От Екабпилса до Плявиняс Даугава течёт в крутых берегах, с отвесными утёсами, сложенными из серого доломита. Особенно интересной и красивой долина реки была от Плявиняс до Кегумса. В русле было много порогов и отмелей. Берега украшали красивые скалы Олинькалнс, Авотыню-Калнс, Стабурагс. После сооружения Плявиньской ГЭС уровень воды повысился на 40 м и весь участок древней долины был затоплен водами Плявиньского водохранилища.
От Яунелгавы до Кегумса простирается водохранилище Кегумской ГЭС, а у Саласпилса путь реке преграждает плотина Рижской ГЭС.
Ниже острова Доле река течёт по Приморской низменности. Здесь её долину образуют рыхлые отложения четвертичного периода. Берега реки на этом участке низкие, а долина заполняется речными отложениями. В районе Риги появляются наносные песчаные острова — Закюсала, Луцавсала, Кундзиньсала, Кипсала и др.
Ширина реки у рижских мостов — около 700 м, а ближе к устью достигает 1,5 км. Глубина реки составляет здесь примерно 8—9 м. Среднегодовой расход воды — 678 м³/с. Качество воды на официальных пляжах Риги соответствует нормам для купания.
Наблюдения за гидрологическим режимом на территории Беларуси систематически ведутся с 1878 года (16 постов). В 1983 году действовали гидрологические посты Сураж, Витебск, Улла, Полоцк, Верхнедвинск.
30 июня 2015 года в Даугавпилсе и Екабпилсе был зафиксирован самый низкий уровень реки за всё время наблюдений в этих городах (с 1876 и с 1906 года соответственно).

## Крупнейшие притоки
Крупнейшие притоки Западной Двины
- в России: Велеса, Торопа, Межа;
- в Беларуси: Усвяча, Каспля, Лучоса, Улла, Оболь, Полота, Ушача, Дисна, Дрисса, Сарьянка;
- в Латвии: Дубна, Айвиексте, Огре.

## Крупнейшие города
На берегах реки расположены следующие города: Андреаполь, Западная Двина, Велиж, Витебск, Бешенковичи, Полоцк, Новополоцк, Дисна, Верхнедвинск, Друя, Краслава, Даугавпилс, Ливаны, Екабпилс, Плявиняс, Айзкраукле, Яунелгава, Лиелварде, Кегумс, Огре, Икшкиле, Саласпилс и Рига.

## ГЭС
Благодаря построенным в 1939—1974 ГЭС Западная Двина (Даугава) является главным источником электроэнергии для Латвии, давая стране до 3 млрд кВт⋅ч в год.
В порядке расположения от устья реки на Западной Двине построены следующие ГЭС:
- Рижская ГЭС (у города Саласпилс)
- Кегумская ГЭС (у города Кегумс)
- Плявиньская ГЭС (у города Айзкраукле)
- Полоцкая ГЭС (у деревни Лучно)
- Витебская ГЭС (у города Витебск)

Заключены соглашения о строительстве Верхнедвинской и Бешенковичской ГЭС (на территории Беларуси). Было начато, но приостановлено строительство Даугавпилсской ГЭС. Проектировалась Екабпилсская ГЭС. Неиспользуемый потенциал реки превышает 0,7 млрд кВт⋅ч в год.

## Фотографии
- Западная Двина в Витебске
- Западная Двина в Полоцке
- Западная Двина в Рубе, Витебская область
- Доломитовые пороги на Западной Двине, возле Рубы
- Даугава у Рижского пассажирского порта
- Даугава между островами Луцавсала и Закюсала в Риге
- Западная Двина в черте Витебска. Лето 2009 г.
- Западная Двина в г.п. Улла
- Железнодорожные мосты Риги через Двину. 1914
- Западная Двина в облаках (вид с моста г.Новополоцка, Беларусь)